# Richard Chartier
Richard Chartier (* 29. März 1971 in Arlington (Virginia), USA) ist ein US-amerikanischer Klang- und Installationskünstler sowie Grafikdesigner. Seit 1998 hat er etwa 50 CDs auf unterschiedlichen Plattenlabeln weltweit veröffentlicht, in Deutschland zum Beispiel auf Raster-Noton. Zugleich betreibt er sein eigenes Label, Line Records. Chartier tritt auch unter dem Pseudonym Pinkcourtesyphone in Erscheinung.

## Musik
Chartiers Musik besteht in erster Linie aus digital generierten Klangflächen, aber auch Samples von akustischen Instrumenten und Stimmen werden integriert. Texturen und Sounddesigns stehen in der Tradition des zeitgenössischen Minimalismus und sind oft ausgesprochen ruhig und sparsam angelegt. Im Allgemeinen sind die Flächen statisch oder teilfragmentiert. Sie enthalten Einzelereignisse wie isolierte Frequenzbetrachtungen (besonders in den Höhen), geräuschhafte Eruptionen in der Art von Einsturzfeldern. Viele Stücke Richard Chartiers weisen auf einen musikalischen Formalismus hin, bei dem die Kompositionsprozesse besonders in die Bereiche an der menschlichen Hörschwelle verlegt sind. Auf diese Weise wird Stille zu einem der hauptsächlichen Konstruktionsprinzipien seiner Musik. Auch die Flächen sind zumeist repetitiv oder enthalten repetitive Tonfolgen und Motive, zeitweilig auch Melodien. Richard Chartier empfiehlt auf seiner Webseite, seine Stücke leise oder über Kopfhörer zu hören.

## Kollaborationen
Zusammenarbeiten gab es unter anderem mit France Jobin, Taylor Deupree, William Basinski, CoH und Asmus Tietchens, sowie mit den Installations- und Videokünstlern Evelina Domnitch, Dmitry Gelfand und der Videokünstlerin Linn Meyers.

## Diskografie (Auswahl)
Solo
- A Field for Recording CD (2010, Room40)
- Untitled (Angle.1) CD (2009, NVO)
- Further Materials CD (2008, Line)
- Absence CD (2008, 3particles)
- Incidence CD (2007, Raster-Noton)
- Current CD (2006, Room40)
- Levels (Inverted) CD (2006, LINE)
- Tracing CD (2005, NVO)
- Opening Coccyx (Die Schachtel) CD/Edition 2005
- Retrieval 1-5 (ERS) CD 2005
- Re'post'postfabricated - reformed+remixes (DSP) 2xCD 2005
- Set or Performance (LINE) CD 2004
- Archival1991 (Crouton) CD 2003
- Overview (3particles) CD 2003
- Two Locations (LINE) CD 2003
- Other Materials (3particles) CD 2003
- of surfaces (LINE) CD 2002
- typeof (Fällt) 3" CD 2001
- decisive forms (Trente Oiseaux) CD 2001
- series (LINE) CD 2000 / wiederveröffentlicht 2001
- a hesitant fold (Meme) CD 1999
- post-fabricated (Microwave) CDR 1999
- direct.incidental.consequential (Intransitive) CD 1998

Kollaborationen
- Tarpenbek Kontinuum (mit Gregory Büttner) (Material-Verlag HFBK Hamburg) LP 2015
- Fabrication 2 (mit Asmus Tietchens) (Auf Abwegen) 2CD 2010
- Untitled 1-3 (mit William Basinski) (LINE) CD 2008
- Fabrication (mit Asmus Tietchens) (Die Stadt) 2CD 2007
- Specification. Fifteen (mit Taylor Deupree) (LINE) CD 2006
- Live in Los Angeles (als Chessmachine) (LINE) CD 2005
- Chessmachine (mit COH) (Mutek) CD 2004
- William Basinski + Richard Chartier (Spekk) CD 2004
- 0/r (mit Nosei Sakata) (12k) CD 2002
- after (Cascone + Chartier + Deupree) (12k, US) CD 2002
- SPEC. (mit Taylor Deupree) (12k) CD 1999
- 0/r (mit Nosei Sakata) (12k) CD 1999
- DUO (mit France Jobin) (mAtter) 2 LP/digital, 2018

## Ausstellungen und Auftritte auf Festivals (Auswahl)
Ausstellungen
- ICA (Großbritannien)
- Hirshhorn Museum and Sculpture Garden (Dänemark)
- ICC (Japan)
- CAPC Musée D’Art Contemporain De Bordeaux (Frankreich)
- Musee d’Art Contemporain (Kanada)
- The Contemporary Art Centre (Litauen)
- Sculpture Center (NY)
- Schirn Kunsthalle (Bundesrepublik Deutschland)
- Visual Music at the Los Angeles Museum of Contemporary Art (USA).

Festivals
- MUTEK (Kanada)
- GRM/Maison de Radio France (Frankreich)
- Musiktriennale Koeln (Bundesrepublik Deutschland)
- Observatori (Spanien)
- DEAF (Irland)
- Transmediale (Bundesrepublik Deutschland)
- NETMAGE (Italien)
- Lovebytes (Großbritannien)
- The Leeds International Film Festival (Großbritannien)
- The Rotterdam International Film Festival (Niederlande)
- REDCAT (USA)
- La Batie (Schweiz)